# Mesopteron insularum
Mesopteron insularum là một loài bọ cánh cứng trong họ Lycidae. Loài này được Chalumeau & Roguet miêu tả khoa học năm 1984.